# Georg Wilenius
Pour les articles homonymes, voir Wilenius.
Georg Wilenus (né le 14 juin 1831 à Grelsby, commune de Finström – décédé le 20 octobre 1892 à Helsinki) est un architecte finlandais.

## Carrière
De 1839 à 1847, Wilenius étudie à l'école triviale et obtient son baccalauréat en 1851. En 1854, Il est étudiant de l'intendentinkonttori. De 1860 à 1862 il effectue des voyages d'études en Suède, Allemagne, France et Italie.

## Travaux de conception
- 1872, Plan local d'urbanisme d'Hämeenlinna
- 1877, Mairie de Pietarsaari
- 1880, Église d'Asikkala
- 1881, Église de Kontiolahti
- 1881–1885 Hôpital de Niuvanniemi, Kuopio  (avec Axel Hampus Dalström)
- 1888, Aile de Puijonkatu du Lycée de Kuopio
- 1888, 20, rue Liisankatu à Helsinki